# حارة الجوري
حارة الجوري مسلسل تلفزيوني سوري، تأليف وفيق الزعيم وإخراج سالم الكردي. بطولة نخبة من الممثلين منهم طلحت حمدي، وهاني الروماني، ونجاح حفيظ، ووفيق الزعيم، وفيلدا سمور. بُث أول مرة عام 2001م.

## الممثلون
- طلحت حمدي
- هاني الروماني
- نجاح حفيظ
- وفيق الزعيم
- فيلدا سمور
- ريم عبد العزيز
- طارق مرعشلي
- سمر كوكش
- هيثم جبر
- هاني شاهين
- مهند قطيش
- غادة بشور
- رجاء يوسف
- محمد قنوع
- مرشد ضرغام
- نزار أبو حجر
- عبد الفتاح مزين
- ناهد حلبي
- غسان مكانسي
- فاضل وقائي
- نذير دقاق
- حسام تحسين بك
- نجاح سفكوني
- عصام عبه جي
- أحمد حداد
- علي التلاوي
- غسان ذهبي
- غادة واصف